# Gefängnis Comarca

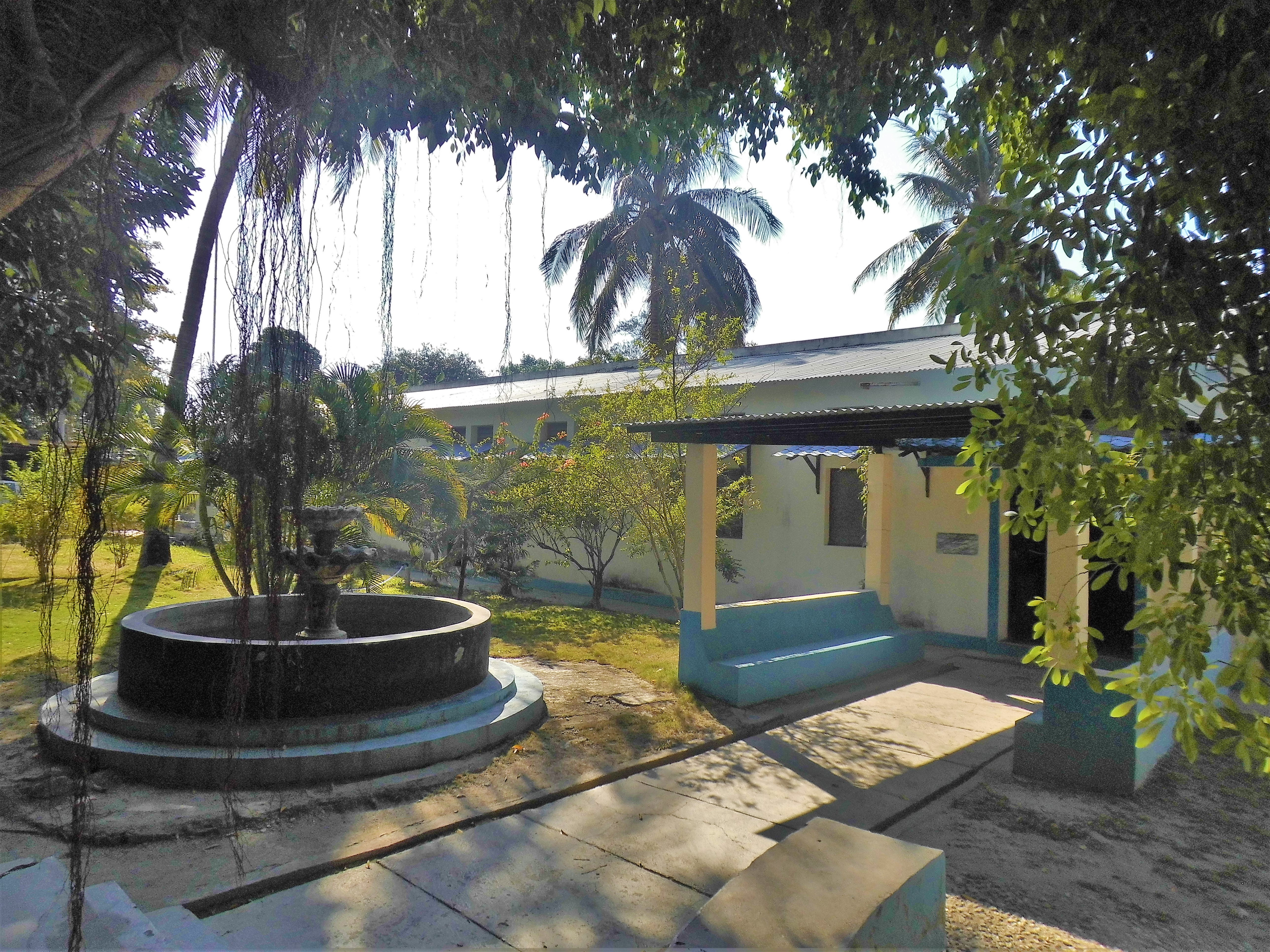
Gefängnis Comarca

Das Gefängnis Comarca (Prisão de Comarca, Penjara Comarca) oder auch Gefängnis Comarca Balide war ein Gefängnis in Dili, der heutigen Landeshauptstadt Osttimors. In der indonesischen Besatzungszeit war Lembaga Pemasyarakatan Dili der offizielle Name des Gefängnisses. Heute ist der Komplex ein Museum und Sitz des Centro Nacional Chega!. Es liegt im Stadtteil Balide im Suco Mascarenhas.

## Architektur

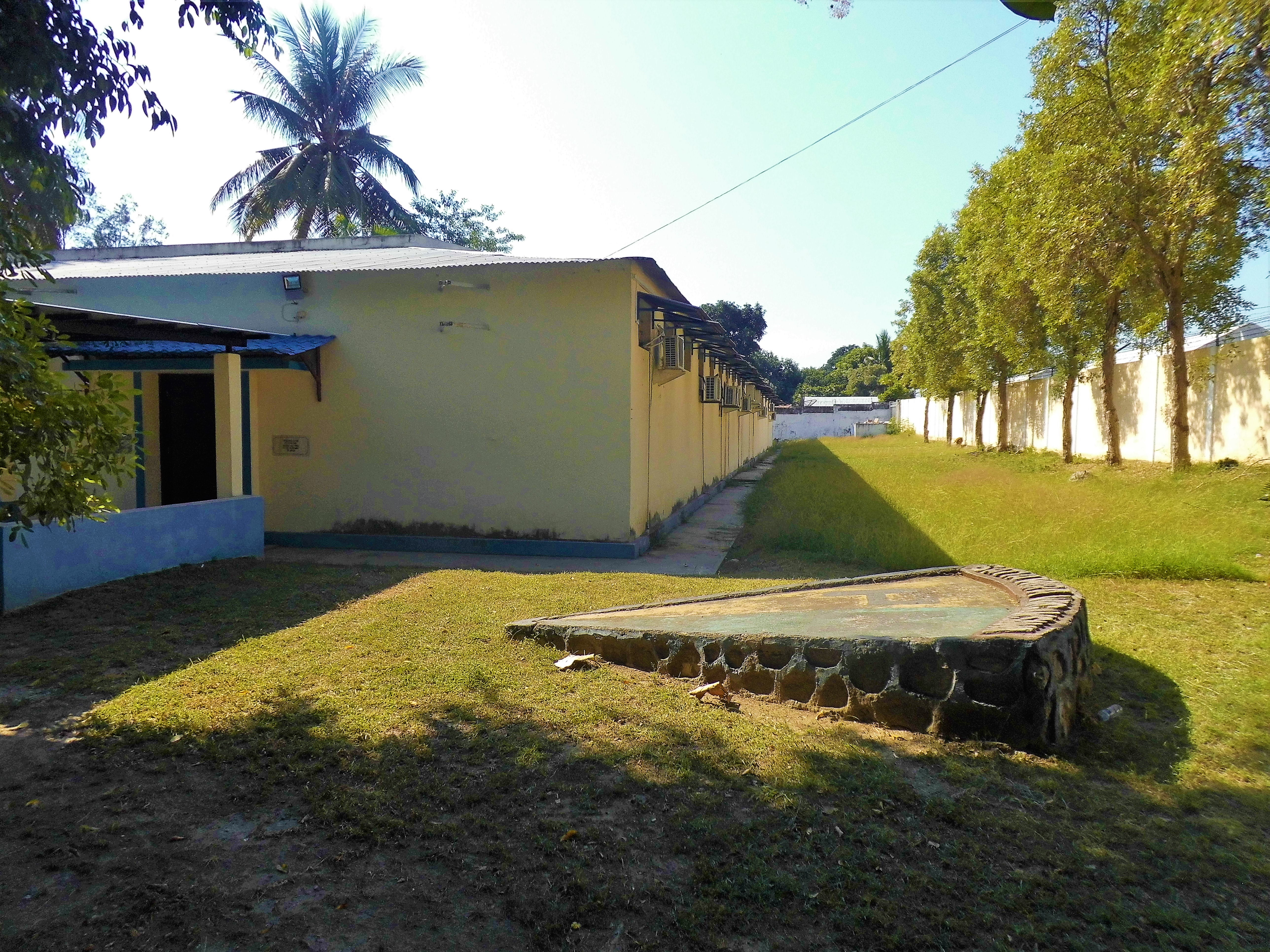
Zwischen Gebäude und Außenmauer

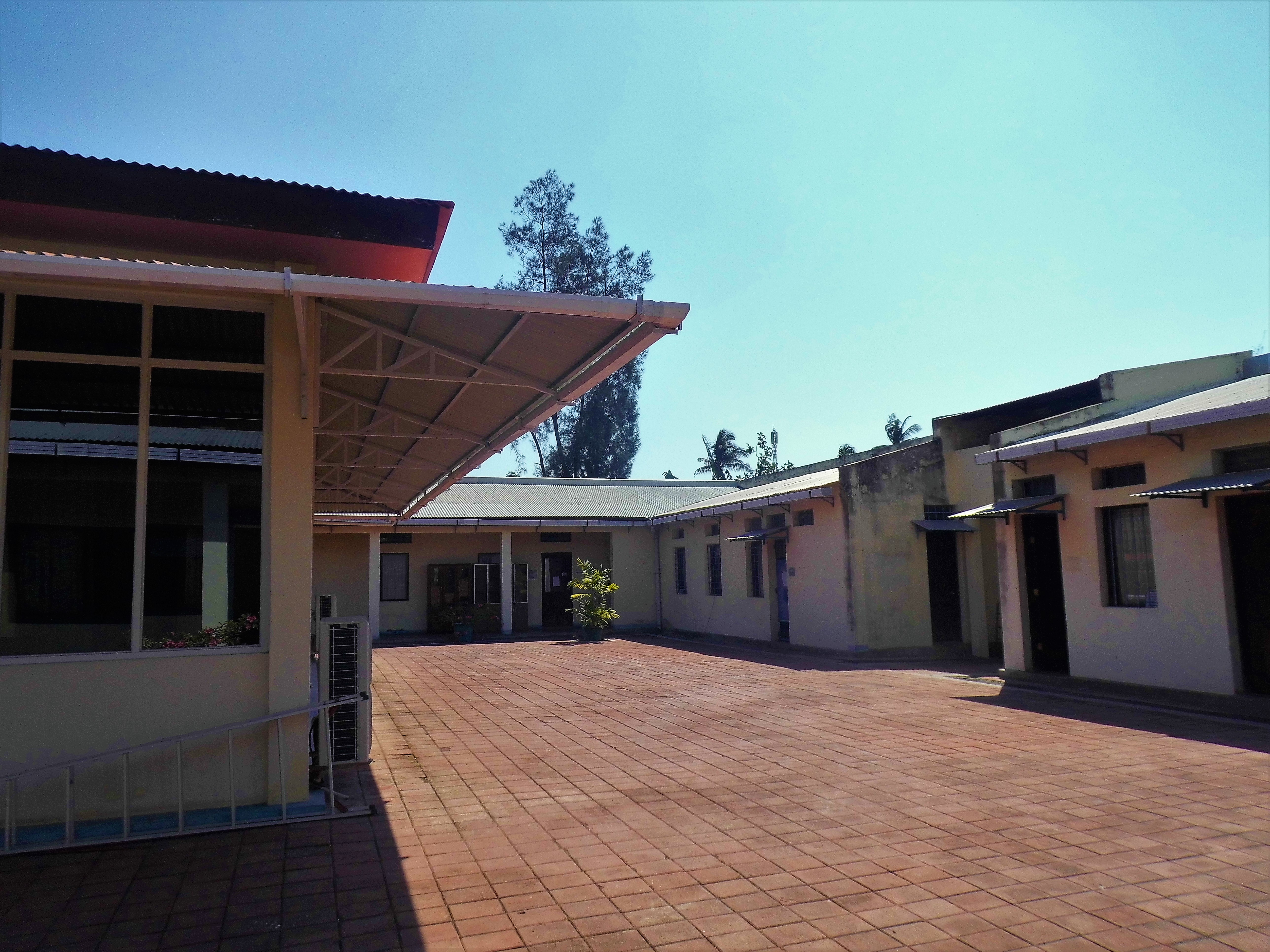
Der Innenhof

Das Gebäude hat einen rechteckigen Grundriss und schließt einen Innenhof ein, der durch einen Bau, der die beiden Seitenflügel verbindet, geteilt wird. Eine Halle mit kleinen Fenstern und mit Stahlstangen verstärkt befindet sich im nördlichen, größeren Innenhof.
In dem Komplex gibt es sechs Zellenblöcke und acht Einzelzellen, die von den Gefangenen wegen der fehlenden Fenster die „Dunklen Zellen“ genannt wurden. Sie haben eine Fläche von 2,02 m × 2,72 m und eine Höhe von 3,1 m. Nur durch eine kleine Öffnung am oberen Ende der Wand kam ein Minimum von Licht und Luft.

## Geschichte

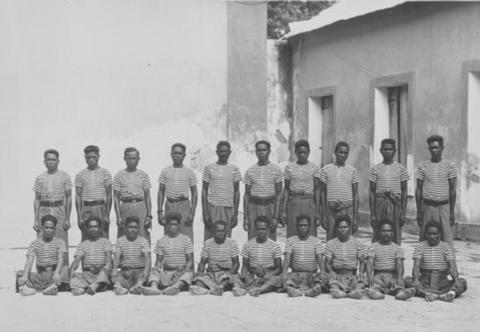
Gefangene im Gefängnis Comarca in der Kolonialzeit

Das Gefängnis wurde 1963 während der portugiesischen Kolonialzeit auf sumpfigem Gelände gebaut. Das Gebiet war wegen der grassierenden Malaria berüchtigt. Bis auf einige Militärgebäude gab es keine Bebauungen in der Nachbarschaft. Auf der großen Freifläche, die damals vor dem Gefängnis lag, mussten die Häftlinge Sportübungen machen. Das neue Gefängnis ersetzte das alte, das sich hinter dem Gouverneurspalast befand, dem heutigen Sitz des Premierministers. Es wurde noch im selben Jahr abgerissen.
Während des Entkolonisierungsprozesses kam es im August 1975 zum Bürgerkrieg zwischen den osttimoresischen Parteien UDT und APODETI einerseits und der linksorientierten FRETILIN andererseits. Die FRETILIN gewann die Oberhand und verwendete ab September 1975 Comarca, um 390 Mitglieder der anderen beiden Parteien gefangen zu halten. Zu Misshandlungen oder Folter kam es nicht und auch die Versorgung mit Lebensmitteln war ausreichend, bis der Nachschub aus dem Hinterland ausblieb.
Am 7. Dezember 1975 landeten indonesische Truppen in Dili. Die in Comarca gefangengehaltenen UDT- und APODETI-Mitglieder konnten sich während der Invasion befreien und zogen unter einer weißen Fahne zum indonesischen Konsulat im Stadtteil Lecidere. Neben gewöhnlichen Kriminellen wurden nun Unabhängigkeitsaktivisten hier inhaftiert, ebenso Mitglieder der Streitkräfte Indonesiens (ABRI) wegen disziplinarischer Vergehen. In dieser Zeit prägte der politische Gefangene Filomeno da Silva Ferreira die Bezeichnung „Heiliges Haus“ für das Gefängnis. Mit diesem ironischen Namen beschrieb er den Komplex als Ort, wo osttimoresische Nationalisten gefangengehalten wurden, da sie die Unabhängigkeit Osttimors anstrebten. Comarca stand während der gesamten Besatzungszeit unter der Kontrolle der indonesischen Militärpolizei, auch wenn 1980 die Regierung in Jakarta die Gefängnisse offiziell unter die Verantwortung des Justizministeriums stellte.
Den letzten Insassen gelang Anfang September 1999 während der indonesischen Operation Donner nach dem Unabhängigkeitsreferendum die Flucht. Das Gebäude selbst wurde Opfer von Brandstiftung, wie viele andere Häuser in Dili. Kurz darauf übernahmen die Eingreiftruppe INTERFET und die Vereinten Nationen die Kontrolle über Osttimor. Unter der Verwaltung durch die UN wurde das verlassene Gebäude ab Januar 2002 auf Kosten der japanischen Regierung renoviert und ab dem 17. Februar 2003 zum Sitz der Empfangs-, Wahrheits- und Versöhnungskommission (CAVR). 65 Graffiti von osttimoresischen Künstlern erzählen von der Zeit der Besatzung. Die acht Einzelhaftzellen wurden im Originalzustand belassen. Außerdem gibt es eine Bibliothek und ein Dokumentationszentrum. Seit Ende der Arbeit der CAVR wird die Erinnerungsstätte von der Vereinigung ehemaliger politischer Gefangener (ASSEPOL) geführt.

## Situation der Gefangenen

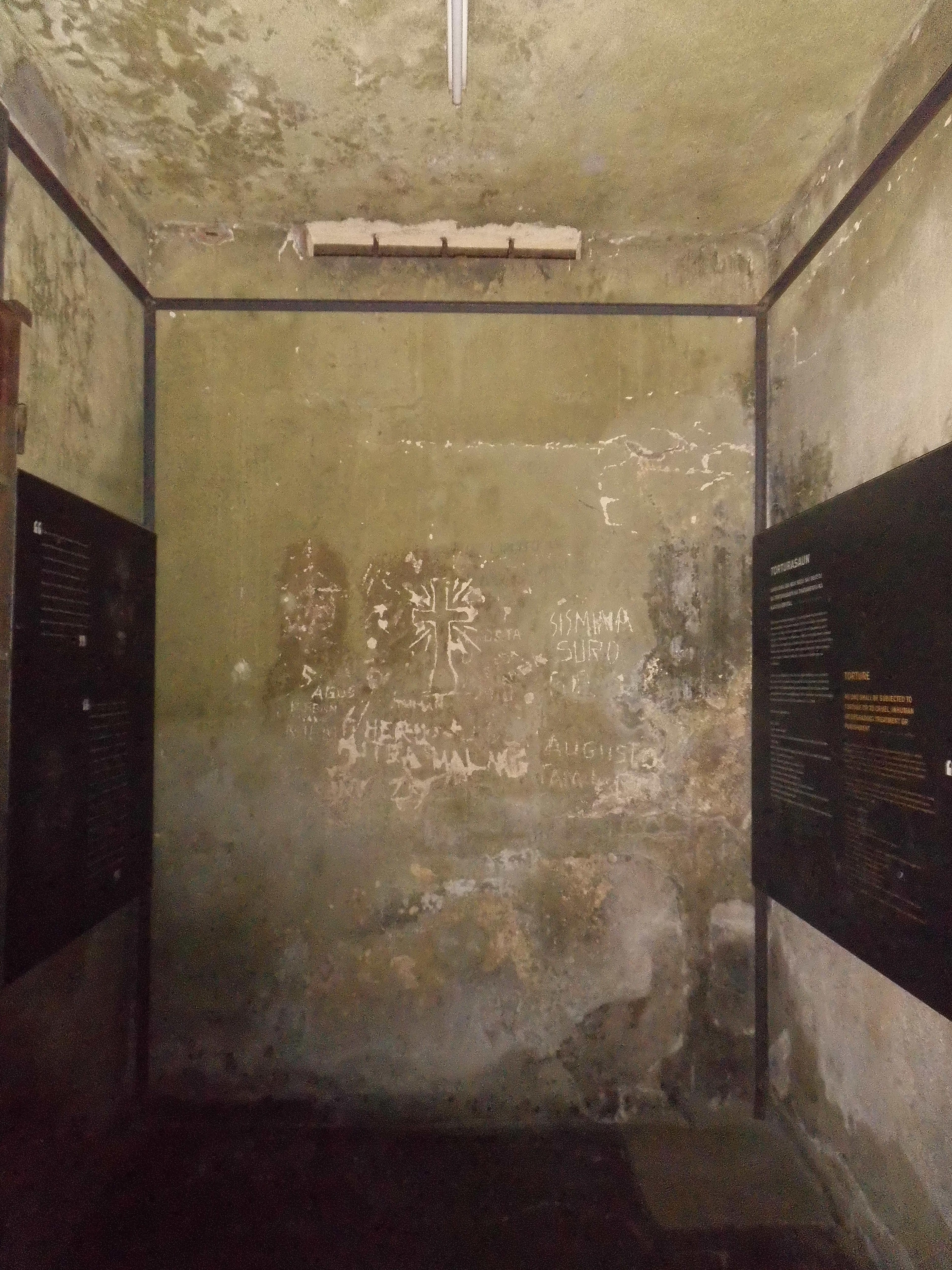
Zelle mit Graffito

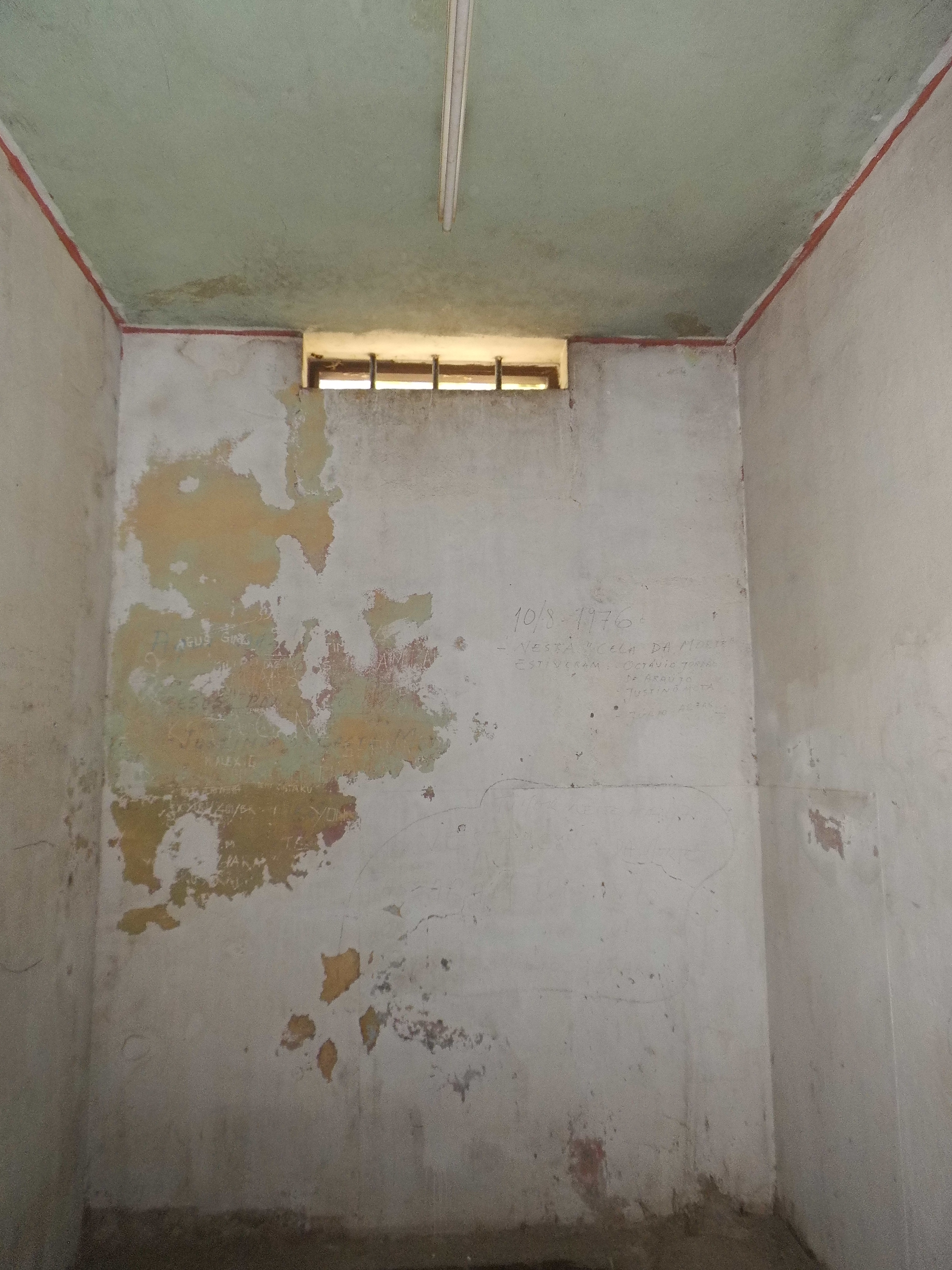
Eine der Zellen

Berichte der Gefangenen wurden von Priestern auf kleinen Zetteln aus dem Gefängnis geschmuggelt und gelangten zu internationalen Menschenrechtsorganisationen, wie zum Beispiel Amnesty International. Von Anfang an wurden politische Gefangene während der indonesischen Besatzungszeit (1975–1999) im Gefängnis Comarca gefoltert. Dafür wurde die große Halle im Nordhof verwendet. Die Gefangenen wurden mit Schlägen, Elektroschocks sowie mit Lötkolben und brennenden Zigaretten gequält. Manche wurden in Wasserfässer gesteckt, die zum Kochen gebracht wurden. Andere mussten auf Bohnen knien oder auf ihre Füße wurden Stühle gestellt, auf denen jemand saß. Auch kam es zu Vergewaltigungen weiblicher Gefangener und Erpressung. Einigen wurde die Freiheit versprochen, wenn sie Sex mit dem Gefängnispersonal hätten. Es gab auch Fälle, bei denen Kinder in Comarca in Haft kamen und misshandelt wurden. Todesopfer gab es in den 1970er- und 1980er-Jahren regelmäßig. Nachts wurden Insassen fortgebracht und vermutlich umgebracht.
Bereits auf der Fahrt zum Gefängnis wurden den gefesselten Opfern die Augen verbunden, und sie wurden massiv geschlagen. Im Gefängnis angekommen, wurde die Augenbinde abgenommen. Dann mussten sich die Neuankömmlinge, egal welchen Geschlechts, nackt zur Leibesvisitation ausziehen und wurden anschließend verhört. Als Begrüßungsritual mussten die Gefangenen unter der sengenden Sonne im Hof stehen und „Willkommen im Gefängnis“ singen. Wenn ein Häftling dabei in Ohnmacht fiel, wurde er mit Wasser übergossen, und das Ritual wurde weitergeführt. Mit den beiden Daumen hinter dem Rücken zusammengebunden, wurden sie dann in die Dunklen Zellen gebracht. Gerade hier gab es viele Todesfälle. Die Dauer, die Häftlinge bei nahezu absoluter Dunkelheit in ihnen verbringen mussten, variierte im Laufe der Jahre. War ein Mann in den 1970ern acht Monate in einer Dunklen Zelle, waren in den 1990er-Jahren „nur“ eine Woche Verweildauer üblich. Eine weitere Arrestzelle lag abgetrennt von den acht Einzelzellen im Innenhof: Die Maubutar-Zelle, auch Zelle des Todes oder Quarantänezelle genannt. Mau Butar war ein FALINTIL-Guerillero der 1970er, der zwei Wochen in der Zelle saß. Neuankömmlinge, die hier eingesperrt wurden, verbrachten etwa sechs Monate in der Zelle. Von der Größe entsprach sie den Dunklen Zellen. Nur die Insassen der Maubutar-Zelle saßen tatsächlich in Einzelhaft. Die Dunklen Zellen waren, trotz ihrer eigentlichen Klassifikation, normalerweise mit 14 Personen besetzt.
Viele ehemalige Gefangene berichten, sie hätten tage-, teilweise sogar wochenlang nur ihre Unterhose tragen dürfen; die Hitze in der Zelle machte weitere Kleidung meist ohnehin unmöglich. Geschlafen wurde auf dem Boden, an Trinkwasser herrschte Mangel, Toiletten waren oft verstopft und Essensreste türmten sich in den Zellen. Ungeziefer, wie Ratten und Kakerlaken, hielten die Häftlinge vom Schlafen ab. Krankheiten verbreiteten sich unter den Gefangenen, die teilweise wegen der Überfüllung nur noch stehen konnten. Die Haftbedingungen besserten sich, wenn die Gefangenen in die Zellenblöcke verlegt wurden. Hier erhielten sie Häftlingskleidung, sie hatten mehr Platz und die Bedingungen waren hygienischer. Jeder Block hatte drei kleine Fenster. Licht gab es sonst nur von einer einzigen 45 Watt-Glühbirne.
Ab 1976 kamen die Gefangenen aus ganz Osttimor in das Gefängnis Comarca. Im März führten Gefangene Renovierungsarbeiten am Gefängnis durch. In den 1970er-Jahren wurden viele Verdächtige ohne Verurteilung mehrere Jahre gefangen gehalten. Schläge gab es bereits für die Frage, weshalb man im Gefängnis sei. Das erste Gerichtsverfahren fand erst 1983 statt, und erst nach 1990 bestand die Mehrheit der Häftlinge in Comarca aus Verurteilten. Die Belegung von Comarca stieg vor allem nach Militäroperationen. Waren Mitte 1977 etwa 500 Gefangene in Comarca inhaftiert, stieg die Zahl bis 1979 laut Amnesty auf 700 an. Der Gefängnisgouverneur von 1980 bis 1986 sprach wiederum von bis zu 500 Gefangenen, obwohl ein indonesischer Regierungsbeamter 1984 der Subkommission zur Prävention von Diskriminierung und zum Schutz von Minderheiten des UNHCHR erklärte, Comarca wäre bei Vollauslastung mit 200 Häftlingen besetzt. Jedoch beschwerte sich der zivile Gefängnis-Gouverneur 1986, dass die Situation wegen der Überfüllung in Comarca „nicht tolerierbar“ sei, weswegen zur Entlastung mit dem Gefängnis Becora eine weitere Haftanstalt in Dili errichtet wurde. Die ersten weiblichen Gefangenen wurden noch im selben Jahr nach Becora überführt. In den 1990er-Jahren verbesserte sich die Situation der Gefangenen, dank der Intervention internationaler Organisationen, wie dem Roten Kreuz und Amnesty. Häftlinge erhielten nun Gerichtsverhandlungen und wurden bei guter Führung besser behandelt. Es gab sogar Fußball- und Volleyballturniere zwischen Gefangenen und Soldaten und Polizisten.

## Siehe auch

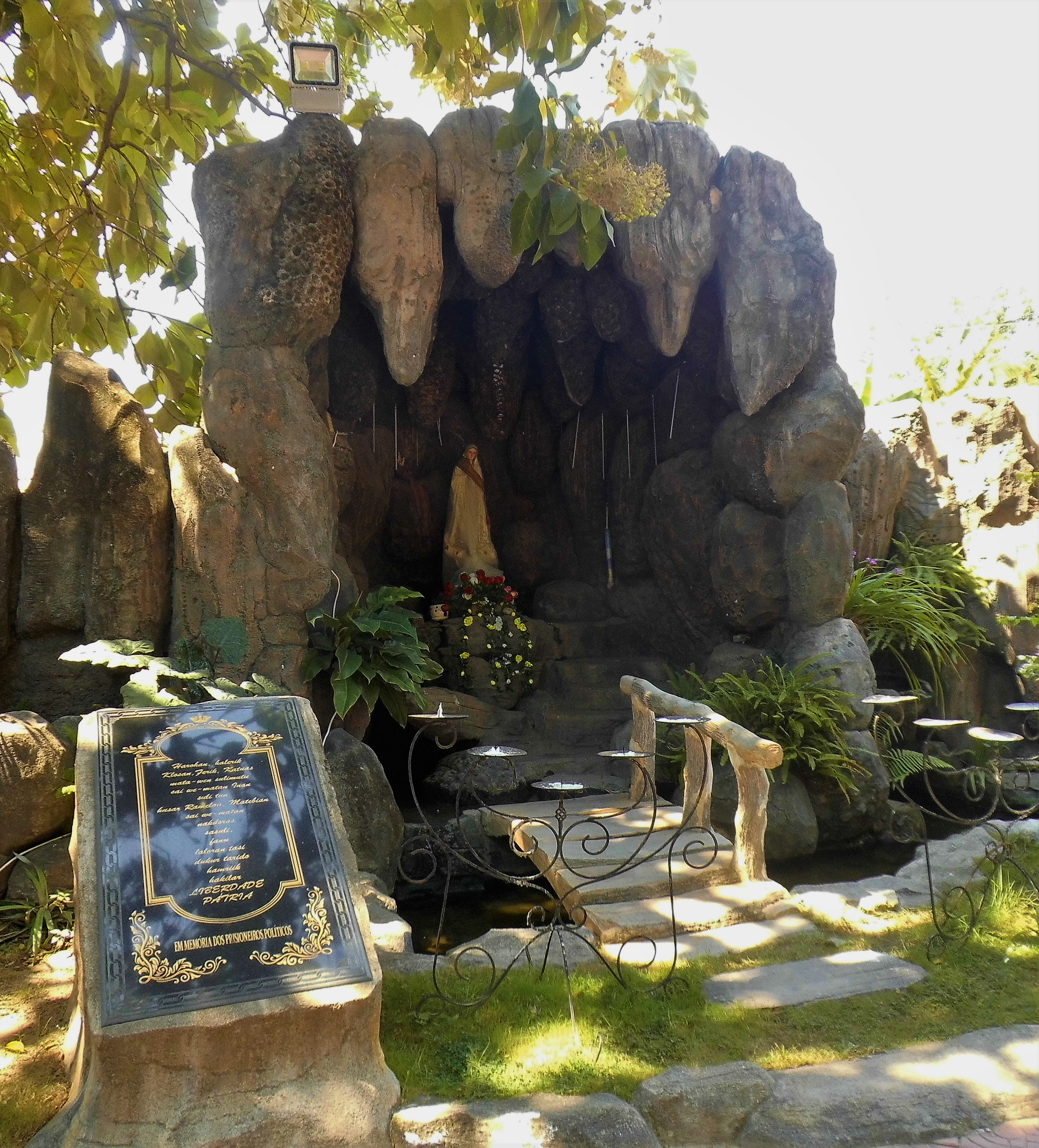
Mariengrotte im Gefängnis